# Escape Room: Tournament of Champions
Escape Room: Tournament of Champions is een Amerikaanse psychologische horrorfilm uit 2021, geregisseerd door Adam Robitel. De film is het vervolg op Escape Room uit 2019, met Taylor Russell en Logan Miller die hun rollen uit de eerste film hernemen.

## Verhaal
Zoey en Ben vochten zich een weg door een reeks buitengewone escape rooms met dodelijke gevaren met andere deelnemers. Ze hebben het overleefd als enige deelnemers en willen nu wraak nemen op de Minos Escape Rooms Corporation, die de kamers heeft gebouwd, voor de dood van de andere deelnemers. Op weg naar het hoofdkantoor van het bedrijf in New York komen ze echter terecht in een nieuwe reeks escape rooms die nog groter en gevaarlijker zijn. Daarbij ontmoeten ze andere mensen die iets soortgelijks hebben meegemaakt. De nieuwe taken worden een competitie voor de kampioenen.

## Rolverdeling
| Acteur                | Personage                          |
| --------------------- | ---------------------------------- |
| Taylor Russell        | Zoey Davis                         |
| Logan Miller          | Ben Miller                         |
| Deborah Ann Woll      | Amanda Harper                      |
| Thomas Cocquerel      | Nathan                             |
| Holland Roden         | Rachel Ellis                       |
| Indya Moore           | Brianna Collier                    |
| Carlito Olivero       | Theo                               |
| Matt Esof             | Junkie                             |
| Jamie-Lee Money       | Luchthavenbediende                 |
| Wayne Harrison        | Nieuwslezer                        |
| Lucy Newman-Williams  | Therapeut                          |
| Scott Coker           | FBI-agent                          |
| Jay Ellis             | Flashback - Jason Walker           |
| Tyler Labine          | Flashback - Mike Nolan             |
| Nik Dodani            | Flashback - Danny Khan             |
| Yorick van Wageningen | Flashback - Games Master WooTan Yu |

## Release
Escape Room: Tournament of Champions ging in première in Australië op 1 juli 2021 en werd op 16 juli 2021 in de Verenigde Staten uitgebracht door Sony Pictures Releasing, na verschillende vertragingen als gevolg van de COVID-19-pandemie.

## Ontvangst
Op Rotten Tomatoes heeft Escape Room: Tournament of Champions een waarde van 48% en een gemiddelde score van 5,20/10, gebaseerd op 29 recensies. Op Metacritic heeft de film een gemiddelde score van 50/100, gebaseerd op 7 recensies.